# 신천문학

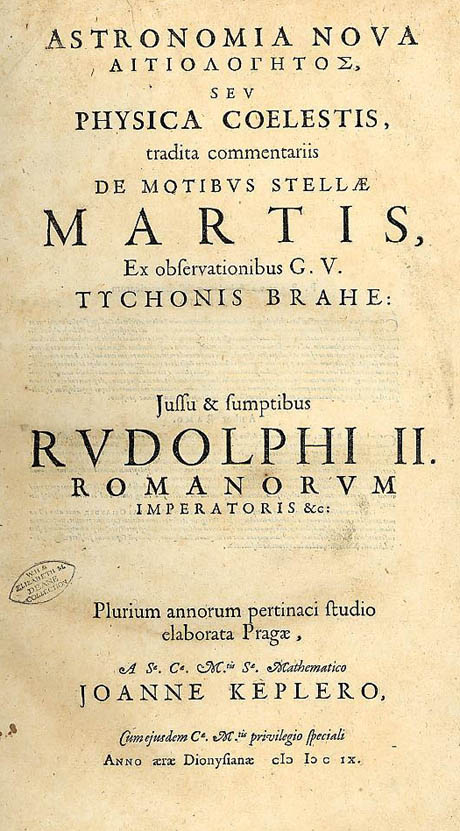
《신천문학》의 속표지.

《신천문학》(Astronomia nova)은 1609년에 출판된 천문학 책으로, 천문학자 요하네스 케플러가 10년에 걸친 화성의 운동에 대한 조사의 결과를 포함하고 있다. 케플러는 여기서 케플러의 행성운동법칙의 제 1법칙인 “행성은 태양을 한 초점으로 하는 타원궤도를 그리면서 공전한다.”를 밝히게 된다.